# (5898) 1985 KE
(5898) 1985 KE ist ein Hauptgürtelasteroid, der am 23. Mai 1985 von Alan C. Gilmore und Pamela Margaret Kilmartin am Mt John University Observatory in Neuseeland entdeckt wurde.